# Austwick
Austwick är en ort och civil parish i Storbritannien.   Den ligger i grevskapet North Yorkshire och riksdelen England, i den centrala delen av landet, 300 km nordväst om huvudstaden London. Austwick ligger 153 meter över havet och antalet invånare är 476.
Terrängen runt Austwick är huvudsakligen lite kuperad. Austwick ligger nere i en dal. Runt Austwick är det ganska glesbefolkat, med 48 invånare per kvadratkilometer. Närmaste större samhälle är Settle, 7,1 km sydost om Austwick. Trakten runt Austwick består i huvudsak av gräsmarker.